# Xã Jackson, Quận Monroe, Missouri
Xã Jackson (tiếng Anh: Jackson Township) là một xã thuộc quận Monroe, tiểu bang Missouri, Hoa Kỳ. Năm 2010, dân số của xã này là 2.416 người.